# Carlos Riesco Grez
Carlos Riesco Grez (født 23. december 1925 i Santiago, Chile, død 20. maj 2007) var en chilensk komponist.
Riesco Grez studerede komposition på University of Chile hos Humberto Allende, derefter i Tanglewood 
hos Aaron Copland og David Diamond. 
Han studerede også i Paris bl.a. Nadia Boulanger og Olivier Messiaen, og senere i Mexico hos Rodolfo Halffter.
Riesco Grez har skrevet en symfoni, orkesterværker, kammermusik, balletmusik, instrumental musik etc. 

## Udvalgte værker
- Symfoni "Dybde" (1982-1984) - for stemme og orkester
- "Candelaria" (19?) - ballet
- "Rapsodi" (19?9 - for klaver
- "Kvintet" (19?) - for træblæsere